# Tuulchangain Tögöldör
Tuulchangain Tögöldör, auch Tuulkhangai Tuguldur, (mongolisch Туулхангайн Төгөлдөр, * 17. Juni 1985) ist ein mongolischer Straßenradrennfahrer.

## Sportliche Laufbahn
2008 wurde Tuulchangain Tögöldör erstmals mongolischer Radsportmeister, im Einzelzeitfahren. 2009 gewann er die Mongolei-Rundfahrt. 2010 errang er beide Straßentitel, in Einzelzeitfahren und in Straßenrennen. 2013 wurde er Dritter im Straßenrennen der Ostasienspiele. 2014 sowie 2015 wurde er erneut nationaler Zeitfahrmeister. Mehrfach belegte er bei asiatischen Radsportmeisterschaften in Zeitfahren und Straßenrennen Plätze unter den besten Zehn, wie etwa 2012 (5. im Zeitfahren), 2013 (6. im Zeitfahren, 7. im Straßenrennen), 2014 (4. im Zeitfahren), 2015 (6. im Zeitfahren), 2018 (4. im Zeitfahren).

## Erfolge
2008
- Mongolischer Meister – Einzelzeitfahren

2009
- Gesamtwertung und vier Etappen Mongolei-Rundfahrt

2010
- Mongolischer Meister – Straßenrennen, Einzelzeitfahren

2013
- Ostasienspiele – Straßenrennen

2014
- Mongolischer Meister – Einzelzeitfahren

2015
- Mongolischer Meister – Einzelzeitfahren

## Teams
- 2013 Malak Cycling Team
- 2014 Ningxia Sports Lottery Cycling Team (ab 1. Juli)
- 2018 RTS Racing Team